# Abaturikha
Abaturikha (en rus: Абатуриха) és un poble de l'óblast de Vólogda, a Rússia, que el 2002 tenia un habitant. Pertany al districte rural de Vójega.